# The Cat and the Canary
The Cat and the Canary är en pjäs från 1922 av John Willard.

## Andra versioner
Pjäsen har filmatiserats flera gånger, bland annat som följande:
- En fasansfull natt (1927), regi Paul Leni
- Fasornas natt (1930), regi Rupert Julian
- En fasansfull natt (1939), regi Elliott Nugent
- Katten och kanariefågeln (1961), regi Jan Molander
- Katten och kanariefågeln (film 1978) (1978), regi Radley H. Metzger